# 戈瑟河 (阿爾默河支流)
51°32′31″N 8°31′32″E / 51.54185°N 8.52551°E
戈瑟河（德語：Gosse），是德國的河流，位於該國西部，流經北萊茵-威斯特法倫州，屬於阿爾默河的左支流，河道全長5.3公里，流域面積7.2平方公里。